# 상가주
상가주(프랑스어: Sangha)는 콩고 공화국 북부에 위치한 주로, 주도는 우에소이다. 동쪽으로는 리쿠알라 주, 남쪽으로는 퀴베트 주, 서쪽으로는 퀴베트우에스트 주와 가봉, 북쪽으로는 카메룬, 중앙아프리카 공화국과 인접해 있으며 5개 구(모케코 구, 응발라 구, 피쿤다 구, 셈베 구, 수안케 구)를 관할한다.